# Luise Amalie de Braunschweig-Wolfenbüttel

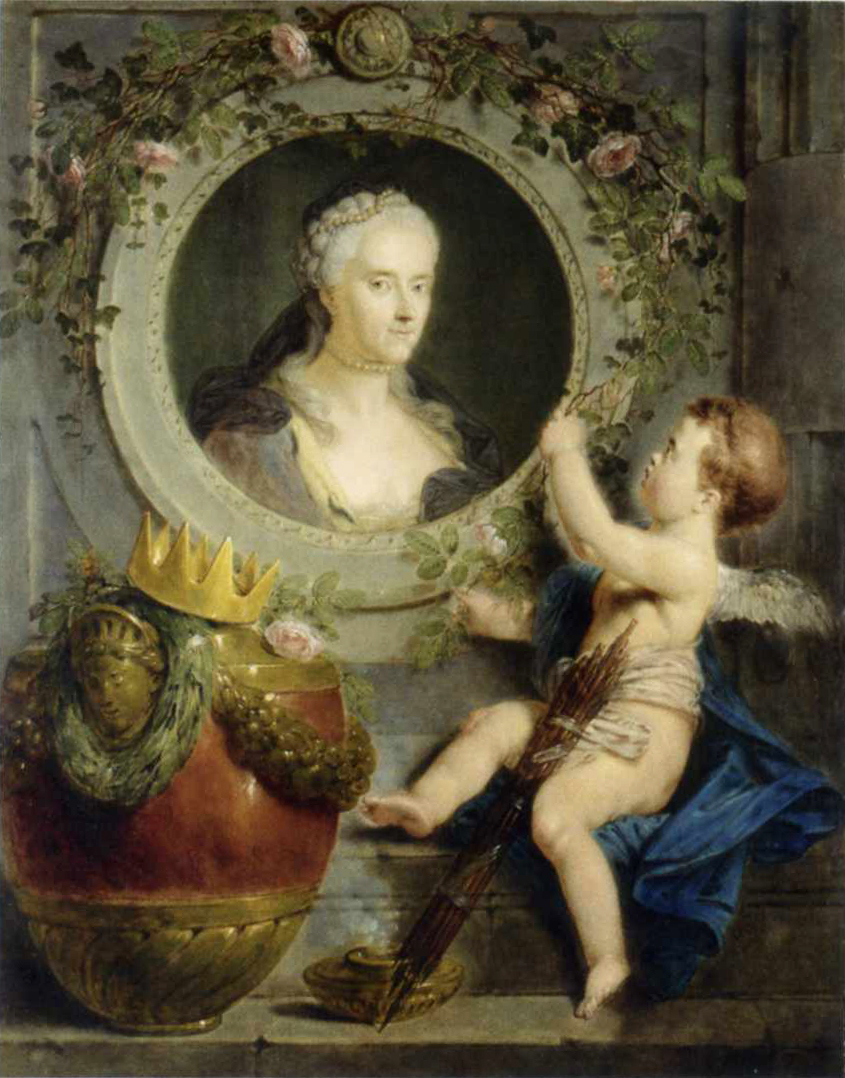
Portret al Luisei Amalie de Braunschweig-Wolfenbüttel de Bernhard Rode, 1780

Luise Amalie de Brunswick-Wolfenbüttel (29 ianuarie 1722 – 13 ianuarie 1780) a fost fiica lui Ferdinand Albert al II-lea, Duce de Brunswick-Lüneburg și a soției acestuia, Antoinette de Brunswick-Wolfenbüttel.

## Biografie
S-a născut la castelul Bevern în apropiere de Holzminden/Weser. A fost al șaptelea copil din paisprezece. Părinții ei erau verișori de gradul al doilea.

### Căsătorie și copii
La 6 ianuarie 1742 s-a căsăorit cu Prințul Augustus Wilhelm al Prusiei, al doilea fiu al regelui Frederic Wilhelm I al Prusiei și  Sophia Dorothea de Hanovra. Prințul Augustus Wilhelm era fratele mai mic al regelui care domnea în acel moment, Frederic cel Mare, a cărui soție, sora Luisei, nu-i dăruise nici un copil. Prin urmare, fiul ei a moștenit tronul Prusiei în 1786. 
Luise și Augustus au avut patru copii: 
- Frederic Wilhelm al II-lea al Prusiei (1744–1797) s-a căsătorit cu Elisabeth Christine de Brunswick-Lüneburg și au avut copii. S-a căsătorit a doua oară cu Frederika Louisa de Hesse-Darmstadt; au avut copii.
- Prințul Henric al Prusiei (1747–1767) a murit necăsătorit.
- Prințesa Wilhelmina a Prusiei (1751–1820) s-a căsătorit cu Willem al V-lea, Prinț de Orania; au avut copii.
- Prințul Emil al Prusiei (1758–1759).